# 平川孫兵衛

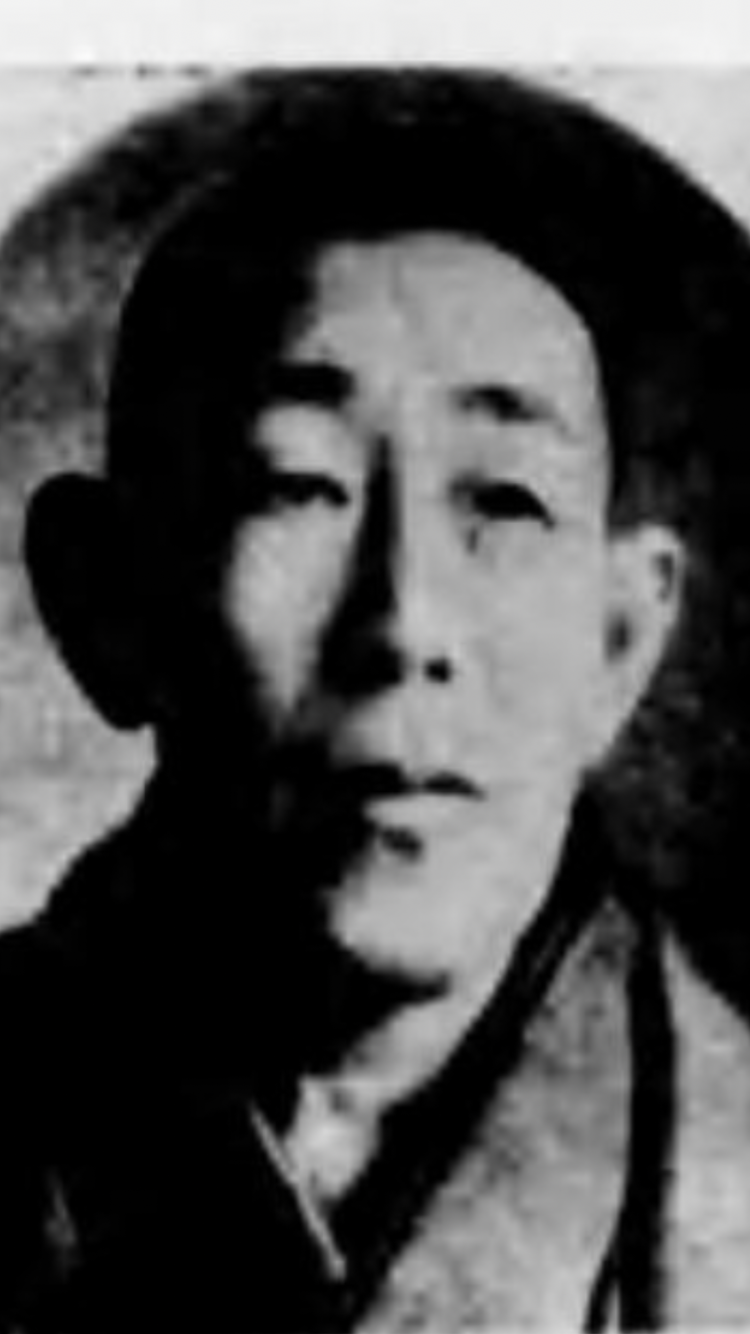
平川孫兵衛

平川 孫兵衛（ひらかわ まごべえ、1894年6月 - 没年不明）は、日本の銀行家、政治家。能代銀行銀行頭取。第四十八国立銀行取締役、秋田銀行取締役、秋田信託会社監査役、秋田県会議員などを歴任した。

## 経歴
1894年、先代平川孫兵衛の二男として生まれ、前名直太郎を改め、孫兵衛を襲名。平川孫兵衛家は明治初期には、酒造業、醤油業、荒物業などを商っていた。又、大地主でもあり、後に、船舶業を兼業し、木材移出に大きな役割を果たした。第四十八銀行取締役、秋田県議などを歴任した。

## 親族
- 妻：とみ（1900年生まれ)
  - 父:佐藤市郎兵衛(秋田県多額納税者)
  - 叔父:高安虎治 (1878年生まれ、 扇田炭礦、東北物産商事取締役)
  - 義姉: れつ(雄勝銀行取締役高久多吉の長女)

- 長男：浩一

- 長女：益（1918年生まれ)
  - 夫:高谷正二 (1913年生まれ、弘前市議会議長)
  - 岳父:高谷英城 (1895年生まれ、青森銀行頭取)
  - 岳母:まゆ (1898年生まれ、尾上銀行頭取清藤辨吉娘)
  - 義妹 :愛子 (1922年生まれ、青和銀行頭取小館貞一)

- 妹 キヱ（1901年）
  - 夫の兄:辻兵吉 (3代目) (1875年生まれ、貴族院多額納税者議員)
  - 岳父:辻兵吉 (2代目) (1852年生まれ、秋田貯蓄銀行頭取、弟は貴族院多額納税者議員本間金之助 (2代目))